# Isidoro Díaz
Isidoro Díaz, teljes nevén Isidoro Díaz Mejía (1940. március 14. –) mexikói válogatott labdarúgó, középpályás.

## Pályafutása
Pályafutása négy klubhoz kötődik. Karrierjét  Guadalajarában kezdte, itt töltötte a legtöbb időt. Ezt követően három rövid időszak erejéig megfordult a Club Leónnál, az Oróban és a Naucalpanban, ahol abbahagyta aktív pályafutását. Legnagyobb sikereit Guadalajarában érte el, ahol hétszeres bajnok, egyszeres kupa- és ötszörös szuperkupa-győztes lett, ezeken kívül pedig egyszer CONCACAF-bajnokok ligája serlegét is a magasba emelhette.
A mexikói válogatottal három világbajnokságon is részt vett, 1962-ben, 1966-ban és 1970-ben is a keret tagja volt. A nemzeti csapatban hatvannégy meccsen tizenhét gólt szerzett.
Visszavonulása után, 1973-ban két rövid időszak erejéig a Guadalajara vezetőedzője is volt.

## Sikerei, díjai
CD Guadalajara
- Bajnokok Ligája-győztes (1): 1962
- Mexikói bajnok (7): 1956–57, 1958–59, 1959–60, 1960–61, 1961–62, 1963–64, 1964–65
- Mexikói kupa (1): 1962–63
- Mexikói szuperkupa (6): 1957, 1959, 1960, 1961, 1964, 1965

## Válogatott góljai
| #   | Dátum              | Helyszín                  | Ellenfél         | Állás | Eredmény  | Kiírás                     |
| --- | ------------------ | ------------------------- | ---------------- | ----- | --------- | -------------------------- |
| 1.  | 1960. március 19.  | San José, Costa Rica      | Costa Rica       | 3–0   | győzelem  | 1960-as pánamerikai kupa   |
| 2.  | 1960. június 26.   | Mexikóváros, Mexikó       | Hollandia        | 3–1   | győzelem  | barátságos                 |
| 3.  | 1960. november 13. | Mexikóváros, Mexikó       | Egyesült Államok | 3–0   | győzelem  | vb-selejtező               |
| 4.  | 1962. június 7.    | Viña del Mar, Chile       | Csehszlovákia    | 3–1   | győzelem  | világbajnokság             |
| 5.  | 1963. március 28.  | Santa Ana, Salvador       | Jamaica          | 8–0   | győzelem  | 1963-as CONCACAF-bajnokság |
| 6.  | 1963. március 28.  | Santa Ana, Salvador       | Jamaica          | 8–0   | győzelem  | 1963-as CONCACAF-bajnokság |
| 7.  | 1965. február 28.  | San Pedro Sula, Honduras  | Honduras         | 1–0   | győzelem  | vb-selejtező               |
| 8.  | 1965. március 12.  | Mexikóváros, Mexikó       | Egyesült Államok | 2–0   | győzelem  | vb-selejtező               |
| 9.  | 1965. március 28.  | Guatemalaváros, Guatemala | Salvador         | 2–0   | győzelem  | 1965-ös CONCACAF-bajnokság |
| 10. | 1965. május 7.     | Mexikóváros, Mexikó       | Jamaica          | 8–0   | győzelem  | vb-selejtező               |
| 11. | 1965. május 7.     | Mexikóváros, Mexikó       | Jamaica          | 8–0   | győzelem  | vb-selejtező               |
| 12. | 1965. május 7.     | Mexikóváros, Mexikó       | Jamaica          | 8–0   | győzelem  | vb-selejtező               |
| 13. | 1968. október 6.   | Puebla, Mexikó            | Csehszlovákia    | 1–1   | döntetlen | barátságos                 |
| 14. | 1968. október 31.  | Rio de Janeiro, Brazília  | Brazília         | 2–1   | győzelem  | barátságos                 |
| 15. | 1970. február 15.  | Mexikóváros, Mexikó       | Bulgária         | 1–1   | döntetlen | barátságos                 |
| 16. | 1970. április 22.  | Mexikóváros, Mexikó       | Románia          | 1–1   | döntetlen | barátságos                 |
| 17. | 1970. április 29.  | León, Mexikó              | Ecuador          | 4–2   | győzelem  | barátságos                 |